# Йоганнгеоргенштадт
Йоганнгеоргенштадт (нім. Johanngeorgenstadt) — місто в Німеччині, розташоване в землі Саксонія. Входить до складу району Рудні Гори.
Площа — 29,59 км2. Населення становить 3879 ос. (станом на 31 грудня 2020).